# Maria Pia Ammirati
Maria Pia Ammirati (San Giuseppe Vesuviano, 12 luglio 1963) è una scrittrice, giornalista e dirigente pubblica italiana, nel 2021 nominata direttrice di Rai Fiction.

## Biografia
Laureata in lettere, vive a Roma.
È stata vicedirettrice di Rai 1, presidente del Comitato Pari Opportunità della Rai, responsabile di Uno mattina, Linea Verde, Verdetto finale, La vita in diretta e Domenica In. Dal 9 luglio 2014 dirige Rai Teche, la struttura deputata alla gestione dell'archivio storico radiotelevisivo della Rai, mentre come giornalista collabora con varie riviste in campo letterario. Da giugno 2020 ad aprile 2021 Ammirati è stata presidente di Istituto Luce Cinecittà e nel novembre 2020 è stata nominata direttrice di Rai Fiction.
Nel 2001 il suo romanzo I cani portano via le donne sole è stato selezionato tra i finalisti del Premio Strega. Nel 2010 l'opera Se tu fossi qui ha vinto il Premio Procida-Isola di Arturo-Elsa Morante e il Premio Letterario Basilicata nel 2011; lo stesso anno  è stata selezionata fra le cinque migliori per il Premio Campiello ed è stata finalista al Premio Rapallo Carige per la donna scrittrice. Nel 2013 Maria Pia Ammirati ha vinto il premio nazionale del concorso gestito dall'Associazione Porta d'Oriente con il romanzo La danza del mondo e nel 2014, insieme a Francesca Neri, Bruno Luverà, Pippo Baudo e Maria Paola Sapienza, ha ricevuto il Premio Rodolfo Valentino 2014 Italian Excellence, organizzato dalla Fondazione Rodolfo Valentino. Nel 2025 è tra le manager vincitrici del Premio Minerva per la categoria Premio Donne Manager.

## Opere

### Romanzi
- Fuori dall'harem. Caterina Troiani, tra schiave nere e rubaparadiso, Edizioni San Paolo 2016 ISBN 9788821598357
- La danza del mondo, Arnoldo Mondadori Editore 2013 ISBN 978-8-80463-797-4
- Le voci intorno, Cairo Publishing 2012 ISBN 978-8-86052-415-7
- Se tu fossi qui, Cairo Publishing 2010 ISBN 978-8-86052-316-7
- Un caldo pomeriggio d'estate, Cadmo 2006 ISBN 978-8-87923-350-7
- I cani portano via le donne sole, Edizioni Empirìa, 2001 ISBN 978-8-88530-398-0
- Due mogli. 2 agosto 1980, Mondadori , 2017 ISBN 978-88-04-67883-0
- Vita ordinaria di una donna di strada, Mondadori, 2021 ISBN 978-88-04-73735-3

### Saggi
- Femminile plurale, voci della poesia femminile dal 1968 al 2002, Abramo 2003 ISBN 978-8-88324-085-0
- Madamina: il catalogo è questo, Rubbettino 1995 ISBN 978-8-87284-358-1
- Il vizio di scrivere, Rubbettino 1991 ISBN 978-8-87284-036-8

### Racconti
- Corsia 21 per la raccolta Facce di bronzo, Mondadori 2008 ISBN 978-8-80457-819-2
- Fiaba malvagia per la raccolta Cuori di pietra, Mondadori 2007 ISBN 978-88-04-57022-6